# 帝國纖維前站
帝國纖維前站（日语：／ Teikokusennimae eki */?）是位於石川縣加賀市南鄉町，北陸鐵道山中線的鐵路車站（廢站）。車站名稱取自附近帝國纖維紡績工場。

## 概要
為了運送從業員至車站附近紡績工場，以及運送原材料和製成品來往該工場，因而開設此站。後來工場的名稱變更，車站的名稱也有所變更。

## 歷史
- 1925年（大正14年）8月10日：溫泉電軌開設絹紡前站（日语：／）[1]。
- 1943年（昭和18年）10月13日：合併後成為北陸鐵道車站。
- 日時不詳：改名為中央纖維前站。
- 1946年（昭和21年）後：改名為帝國纖維前站[1]。
- 1957年（昭和32年）9月30日：重建站舍，同時加設列車交會設備。
- 1971年（昭和46年）7月11日：加南線全線廢除，此站也被廢除[1]。

## 車站構造
此站是地面車站，設有2面2線的相對式月台。

## 現狀
車站遺址附近變成碎石路。

## 相鄰車站
北陸鐵道
山中線
黑瀨－帝國纖維前－大聖寺

## 注腳
1. 1 2 3  今尾惠介. . 日本: 新潮社. 2008年10月18日: 27. ISBN 9784107900241.

## 相關項目
- 日本鐵路車站列表 Te
- 帝國纖維（日语：帝国繊維）